# Johannisthal (Windischeschenbach)
Johannisthal ist ein Gemeindeteil der Stadt Windischeschenbach im Landkreis Neustadt an der Waldnaab in Bayern.

## Lage
Die Einöde Johannisthal liegt im nordöstlichen Gebiet der Stadt Windischeschenbach im Untertal der Tirschenreuther Waldnaab rechtsseits des Flusses und an einem etwa 600 Meter flussaufwärts an einem Wehr von diesem abgehenden Mühlkanal. Der Ort ist über eine dort blind endende Talsteige ans Straßennetz angeschlossen, über die das Stadtzentrum etwas über zwei Kilometer weit entfernt ist.